# Yangshan (sockenhuvudort i Kina, Jiangxi Sheng, lat 28,76, long 115,03)
Yangshan är en sockenhuvudort i Kina. Den ligger i provinsen Jiangxi, i den sydöstra delen av landet, omkring 84 kilometer väster om provinshuvudstaden Nanchang. Antalet invånare är 7 240. Befolkningen består av 3 447 kvinnor och 3 793 män. Barn under 15 år utgör 21,0 %, vuxna 15-64 år 69 %, och äldre över 65 år 8,0 %.
Runt Yangshan är det ganska tätbefolkat, med 155 invånare per kvadratkilometer. Närmaste större samhälle är Shangfu, 9,8 km söder om Yangshan. I omgivningarna runt Yangshan växer i huvudsak blandskog.
Genomsnittlig årsnederbörd är 2 159 millimeter. Den regnigaste månaden är juni, med i genomsnitt 337 mm nederbörd, och den torraste är oktober, med 44 mm nederbörd.